# Dark Angel (Fernsehserie)
Dark Angel ist eine von James Cameron produzierte US-amerikanische Science-Fiction-Fernsehserie über die genmanipulierte ehemalige Soldatin Max Guevara. Die Serie wurde von 2000 bis 2002 in den USA erstausgestrahlt und umfasst zwei Staffeln. Mit drei Büchern wurde die Geschichte 2003 nach Absetzung der Serie zu Ende geführt.

## Inhalt

### Pilotfolge
Im Jahre 2009 entkam Max als Kind zusammen mit elf anderen aus der geheimen militärischen Forschungseinrichtung Manticore in Wyoming, in der die genmanipulierten Kinder, auch als X5 bezeichnet, zu perfekten Soldaten gezüchtet und ausgebildet wurden. Nach der Flucht trennten sich die Kinder. Einige Monate später zündeten Terroristen über den USA eine Atombombe. Aufgrund des dabei auftretenden elektromagnetischen Impulses wurden sämtliche elektronischen Geräte zerstört und das Land auf das Niveau eines Dritte-Welt-Landes zurückgeworfen. In der allgemeinen Verwirrung gelang es den entflohenen Kindern unterzutauchen, allerdings wurden sie fortan (bis Ende der ersten Staffel) von Soldaten Manticores, hauptsächlich Colonel Lydecker, gnadenlos gejagt.
Die Serie spielt im Jahr 2019. Max hat sich im postapokalyptischen Seattle eine Existenz als Fahrradkurierin beim Kurierdienst Jam Pony aufgebaut, nutzt nach Feierabend aber ihre besonderen Fähigkeiten als Einbrecherin. Dabei lernt sie den idealistischen Cyber-Journalisten Logan Cale alias „Eyes Only“ kennen. Dieser rekrutiert Max als Mitstreiterin gegen Korruption und Unrecht in der postapokalyptischen Ära Amerikas; sie wird zum Dark Angel. Als Gegenleistung versucht Logan, Max’ Geschwister aufzuspüren.

### Staffel 1
Max und ihre Geschwister sind auf der Flucht vor Colonel Lydecker, dem Leiter von Manticore, der große Ressourcen mobilisiert, um die zwölf geflohenen X5 wieder einzufangen. Max arbeitet mit Logan zusammen und erledigt die Laufarbeit für den gelähmten Logan, der als Gegenleistung Informationen zu ihren Geschwistern recherchiert. Im Laufe der Staffel trifft Max ihren Bruder Zack wieder, der damals den Ausbruch organisiert hat. Auch ihre Schwester Brin taucht in Seattle auf. Zwischen Max und Logan besteht eine starke Anziehung, die sie sich beide nicht eingestehen wollen. Im Staffelfinale greifen Max und ihre Schwester Manticore an. Max wird tödlich getroffen, nur eine Herztransplantation kann sie noch retten. Zack opfert sich, um Max zu retten. Logan hält Max für tot und kann entkommen, Max ist in Manticore gefangen.

### Staffel 2
Max gelingt die erneute Flucht aus Manticore und sie befreit dabei auch die anderen Insassen. Fortan versucht sie die Existenz dieser sogenannten Transgenos geheim zu halten, was aufgrund ihres fremdartigen Aussehens schwierig ist. Die Menschen lehnen die Transgenos ab und eine negative Stimmung wird gegen sie geschürt. Daneben muss Max auch eine geheimnisvolle Eugenikorganisation bekämpfen, welche im Altertum gegründet wurde. Eines der Mitglieder dieser Organisation hatte gegen deren Willen Manticore gegründet. Auch ihre Beziehung mit Logan wird erschwert, da sie mit einem auf Logan zugeschnittenen tödlichen Designervirus infiziert wird, der durch Körperkontakt übertragen wird. Am Ende der Staffel wird die Existenz der Transgenos bekannt, sie ziehen sich in ein giftmüllverseuchtes Stadtviertel zurück. Von einer Übermacht an Militär und Polizei werden sie eingeschlossen, sie entscheiden sich gegen eine Flucht und hissen als Zeichen des Widerstands eine Transgeno-Flagge.

## Protagonisten

### Max Guevara
Max ist eine genetisch manipulierte Supersoldatin, die bis zu ihrem zwölften Lebensjahr in Manticore einem brutalen Training unterzogen wurde. Ihr Genom wurde optimiert, unter anderem indem Katzengene hinzugefügt wurden, was sie stärker und schneller macht. Als Nebenwirkung wird sie zweimal im Jahr „rollig“ und macht sich in dieser Zeit an jeden Mann in Reichweite heran. Dank ihrer Gene und ihrer Ausbildung ist Max eine exzellente Kämpferin. Außerdem ist sie eine begabte Einbrecherin, womit sie ihre Haushaltskasse aufbessert. Max arbeitet als Fahrradkurier bei JamPony. In ihrer Freizeit fährt sie gerne mit ihrem Motorrad herum. Zu Logan fühlt sich Max seit Beginn der ersten Staffel hingezogen, allerdings gestehen sich beide ihre Gefühle erst zum Ende der Staffel ein. In der zweiten Staffel wird Max mit einem Designer-Virus infiziert, das Logan bei Berührung töten würde. In den Büchern, die die Ereignisse nach der zweiten Staffel beschreiben, gründet und verwaltet Max eine freie Mutantenstadt. Sie schafft es, sich des Designer-Virus zu entledigen, und kommt mit Logan zusammen.

### Logan Cale alias Eyes Only
Logan entstammt einer wohlhabenden Familie. Er ist ein Idealist, der sich für Freiheit und Gerechtigkeit einsetzt. Um seine Ziele zu erreichen, betreibt er unter anderem einen Piratensender. Dazu dringt er in das Fernsehen ein und sendet kurze „Streaming Freedom Videos“. In diesen verwendet er das Pseudonym „Eyes Only“, da in den Videos lediglich seine Augen zu sehen sind. Als Eyes Only kämpft er gegen Korruption und Verbrechen. Dabei unterstützen ihn Max und ein Netz aus Informanten. Als er versucht, eine Informantin zu beschützen, wird er angeschossen und ist seitdem von der Hüfte abwärts gelähmt. Im Laufe der ersten Staffel nutzt er zunächst ein künstliches Exoskelett, um wieder laufen zu können, später wird ihm dies durch intravenöse Infusion von transgenetischem Blut möglich. In den Büchern kommt Logan mit Max zusammen, nachdem das Designer-Virus aus Max Körper entfernt werden konnte.

## Schriftliche Fortsetzung
Vertieft und weitergeführt wurden die offenen Handlungsstränge der Serie in drei Büchern. Während Aufbruch in die Vergangenheit die Vorgeschichte der Serie näher beleuchtet, schließen Skin Game und Tödliches Geheimnis nahtlos an das Ende der zweiten Staffel an und klären alle offenen Fragen. Die letztgenannten Bücher basieren auf der Story der ursprünglich geplanten 3. Staffel. Alle drei Bände wurden von Max Allan Collins geschrieben und sind in Deutschland 2002 und 2003 im Panini-Dino Verlag erschienen.

## Hintergrund
Nach der zweiten Staffel wurde die Serie sowohl wegen geringer Einschaltquoten als auch wegen hoher Produktionskosten (über 2,3 Millionen Dollar pro Folge) eingestellt. Außerhalb der USA war die Serie erfolgreich. Während der Dreharbeiten verliebten sich die Schauspielkollegen Jessica Alba und Michael Weatherly. 2001 gaben die beiden Schauspieler ihre Verlobung bekannt, zwei Jahre später trennten sie sich jedoch wieder.

## Episodenliste
Die Pilotfolge, deren Drehbuch von James Cameron stammte, wurde am 3. Oktober 2000 erstausgestrahlt. Die Ausstrahlung in Deutschland erfolgte am 19. Januar 2002 bei RTL. Die erste Staffel wurde anschließend samt Wiederholung des Pilotfilms auf VOX gezeigt.

### Staffel 1
| Nr. (gesamt) | Nr. (Staffel) | Deutscher Episodentitel | Originalepisodentitel          | Erstausstrahlung  |
| ------------ | ------------- | ----------------------- | ------------------------------ | ----------------- |
| 1            | 1             | Das Katzen-Gen          | Heat                           | 10. Oktober 2000  |
| 2            | 2             | Auf Entzug              | Flushed                        | 17. Oktober 2000  |
| 3            | 3             | Tod eines Volkshelden   | C.R.E.A.M.                     | 31. Oktober 2000  |
| 4            | 4             | Wiedersehen mit Zack    | 411 on the DL                  | 14. November 2000 |
| 5            | 5             | Das Wunderkind          | Prodigy                        | 21. November 2000 |
| 6            | 6             | Doppeltes Spiel         | Cold Comfort                   | 28. November 2000 |
| 7            | 7             | Kesseltreiben           | Blah Blah Woof Woof            | 12. Dezember 2000 |
| 8            | 8             | Entführt                | Out                            | 9. Januar 2001    |
| 9            | 9             | Der Kronzeuge           | Red                            | 16. Januar 2001   |
| 10           | 10            | Kunstliebhaber          | Art Attack                     | 6. Februar 2001   |
| 11           | 11            | Die rote Serie          | Rising                         | 13. Februar 2001  |
| 12           | 12            | Verräter wider Willen   | The Kidz are Aiight            | 20. Februar 2001  |
| 13           | 13            | In anderen Umständen    | Female Trouble                 | 27. Februar 2001  |
| 14           | 14            | Willkommen im Himmel    | Heaven                         | 27. März 2001     |
| 15           | 15            | Der Todeskuss           | Shorties in Love               | 17. April 2001    |
| 16           | 16            | Wie ein wildes Tier     | Pollo Loco                     | 24. April 2001    |
| 17           | 17            | Die Killerdrohne        | I and I am a Camera            | 1. Mai 2001       |
| 18           | 18            | Familienbande           | Hit a Sista Back               | 8. Mai 2001       |
| 19           | 19            | Wenn Katzen schnurren   | Meow                           | 15. Mai 2001      |
| 20           | 20            | Das letzte Gefecht      | …And Jesus Brought a Casserole | 22. Mai 2001      |

### Staffel 2
| Nr. (gesamt) | Nr. (Staffel) | Deutscher Episodentitel      | Originalepisodentitel  | Erstausstrahlung   |
| ------------ | ------------- | ---------------------------- | ---------------------- | ------------------ |
| 21           | 1             | Die zweite Flucht            | Designate This         | 28. September 2001 |
| 22           | 2             | Die Falle                    | Bag 'Em                | 5. Oktober 2001    |
| 23           | 3             | Ein höllischer Pakt          | Proof of Purchase      | 12. Oktober 2001   |
| 24           | 4             | Die Drei Schritte            | Radar Love             | 26. Oktober 2001   |
| 25           | 5             | Halloween Albtraum           | Boo                    | 2. November 2001   |
| 26           | 6             | Zwei Brüder                  | Two                    | 9. November 2001   |
| 27           | 7             | Ersatzteile gefällig?        | Some Assembly Required | 16. November 2001  |
| 28           | 8             | Das Paar mit den Kiemen      | Gill Girl              | 7. Dezember 2001   |
| 29           | 9             | Zu gut für diese Welt        | Medium is the Message  | 14. Dezember 2001  |
| 30           | 10            | Die Vorhersagung             | Brainiac               | 11. Januar 2002    |
| 31           | 11            | Tödliche Liebe               | The Berrisford Agenda  | 18. Januar 2002    |
| 32           | 12            | Nur zwölf Stunden            | Borrowed Time          | 1. Februar 2002    |
| 33           | 13            | In der Schusslinie           | Harbor Lights          | 8. Februar 2002    |
| 34           | 14            | Blutbande                    | Love in Vein           | 8. März 2002       |
| 35           | 15            | Kampf dem Clan               | Fuhgeddaboudit         | 15. März 2002      |
| 36           | 16            | Mutantenjagd                 | Exposure               | 22. März 2002      |
| 37           | 17            | Liebe ist doch nicht so toll | Hello, Goodbye         | 5. April 2002      |
| 38           | 18            | Medienzirkus                 | Dawg Day Afternoon     | 12. April 2002     |
| 39           | 19            | Ein schwacher Abklatsch      | She Ain’t Heavy        | 19. April 2002     |
| 40           | 20            | Die Abtrünnige               | Love Among the Runes   | 26. April 2002     |
| 41           | 21            | Ein Volk von Monstern        | Freak Nation           | 3. Mai 2002        |

## Besetzung
| Rolle                             | Schauspieler       | Synchronsprecher         | Zusatzinfos                                               |
| --------------------------------- | ------------------ | ------------------------ | --------------------------------------------------------- |
| Max Guevara/X5-452/X5-453         | Jessica Alba       | Shandra Schadt           | In Ein schwacher Abklatsch (2.19) auch als X5-453         |
| Logan Cale/Eyes Only              | Michael Weatherly  | Stefan Günther           |                                                           |
| Alec/X5-494/Ben/X5-493            | Jensen Ackles      | Hubertus von Lerchenfeld | In Wie ein wildes Tier (1.16) als Ben/X5-493 + 2. Staffel |
| Colonel Donald Michael Lydecker   | John Savage        | Joachim Tennstedt        | 1. Staffel + 2.01 bis 2.03                                |
| Cynthia „Original Cindy“ McEachin | Valarie Rae Miller | Andrea Wick              |                                                           |
| Calvin Simon „Sketchy“ Theodore   | Richard Gunn       | Christian Bey            |                                                           |
| Joshua                            | Kevin Durand       | Claus Brockmeyer         | 2. Staffel (14 Folgen)                                    |
| Reagan „Normal“ Ronald            | J. C. MacKenzie    | Ole Pfennig              |                                                           |
| Ames White                        | Martin Cummins     | Crock Krumbiegel         | ab 2.02 (12 Folgen)                                       |
| Herbal Thought                    | Alimi Ballard      | Dominik Auer             | 1. Staffel (17 Folgen)                                    |
| Bling                             | Peter J. Bryant    | Thomas Albus             | 1.01 bis 1.17 (14 Folgen)                                 |
| Kendra Maibaum                    | Jennifer Blanc     | Karoline Guthke          | 1.01 bis 1.14 (10 Folgen)                                 |
| Asha Barlow                       | Ashley Scott       | Sonja Reichelt           | 2.01 bis 2.18 (10 Folgen)                                 |
| Det. Matthew Sung                 | Byron Mann         | Claus-Peter Damitz       | 1.04 bis 2.15 (8 Folgen)                                  |
| Madame X/Dr. Elizabeth Renfro     | Nana Visitor       | Marietta Meade           |                                                           |

## Auszeichnungen
- 2000: Saturn Award für die beste TV-Hauptdarstellerin, Jessica Alba
- 2000: Nominiert für den Golden Globe Award für Beste Serien-Hauptdarstellerin – Drama, Jessica Alba
- 2001: People’s Choice Award für Favorite New TV Dramatic Series
- 2001: TV Guide Awards für Breakout Star of the Year, Jessica Alba
- 2001: Teen Choice Award für Choice Actress, Jessica Alba
- 2001: Canadian Society of Cinematographers Award für Best Cinematography in a TV Series
- 2001: International Monitor Awards für Best Visual Effects in a TV series